# Parador Piedrabuena
O Parador Piedrabuena é um dos paradores do Metrotranvía de Mendoza, situado no distrito de General Gutiérrez, entre a Estação Luzuriaga e o Parador Alta Italia. Administrado pela Empresa Provincial de Transporte de Mendoza (EPTM), faz parte da Linha Verde.
Foi inaugurado em 28 de fevereiro de 2012. Localiza-se no cruzamento da Rua Olivera com a Rua Fagnano. Atende os seguintes bairros: Antártida Argentina 1, Cerrado e Kobe.